# Vrangelsjön
Vrangelsjön är en sjö i Hylte kommun i Småland och ingår i Nissans huvudavrinningsområde.